# Морісіге Масато
Масато Морісіге (яп. 森重 真人, нар. 21 травня 1987, Хіросіма) — японський футболіст, захисник клубу «Токіо» та національної збірної Японії.

## Клубна кар'єра
У дорослому футболі дебютував 2006 року виступами за команду клубу «Ойта Трініта», в якій провів три сезони, взявши участь у 73 матчах чемпіонату. Більшість часу, проведеного у складі «Ойта Трініта», був основним гравцем захисту команди.
До складу клубу «Токіо» приєднався 2010 року. Відтоді встиг відіграти за токійську команду понад 100 матчів у національному чемпіонаті.

## Виступи за збірні
2008 року  залучався до складу молодіжної збірної Японії. На молодіжному рівні зіграв у 3 офіційних матчах.
2013 року дебютував в офіційних матчах у складі національної збірної Японії. Наразі провів у формі головної команди країни 2 матчі.

## Статистика
Статистика виступів у національній збірній.
| Збірна Японії | Збірна Японії | Збірна Японії |
| Роки          | Ігри          | голи          |
| ------------- | ------------- | ------------- |
| 2013          | 6             | 0             |
| 2014          | 11            | 1             |
| 2015          | 12            | 1             |
| 2016          |               |               |
| Усього        | 29            | 2             |

## Титули і досягнення
- Володар Кубка Джей-ліги (2):

«Ойта Трініта»: 2008
«Токіо»: 2020
- Володар Кубка Імператора Японії (1):

«Токіо»: 2011
- Володар Кубка банку Суруга (1):

«Токіо»: 2010
Збірні
- Переможець Кубка Східної Азії: 2013